# Список умерших в 708 году

## Февраль
- 4 февраля — Сизинний, Папа Римский (708).

## Март
- 24 марта — Дрого Шампанский, представитель знатного франкского рода Пипинидов, герцог Шампани (690—708) и Бургундии (697—708).

## Декабрь
- 24 декабря — Ирмина, католическая святая.

## Дата смерти неизвестна или требует уточнения
- Абдуллах ибн Ибад, эпоним ибадитского течения в исламе, однако игравший второстепенную роль в становлении ибадитского движения.
- Иаков Эдесский, сирийский христианский писатель, епископ Эдессы.
- Теодофред, знатный вестгот, герцог; отец последнего правителя Вестготского королевства Родериха.
- Уч-Элиг, первый тюргешский каган (699—708).